# Troféu Redentor de Melhor Ator Coadjuvante
O Troféu Redentor de Melhor Ator Coadjuvante é um prêmio laureado a melhor ator secundário em um longa-metragem concedido pelo Festival do Rio dentro da competição principal da mostra Première Brasil do evento desde 2009, sendo um dos principais prêmios do cinema brasileiro. O festival foi idealizado em 1999 por meio da fusão de dois festivais, o Rio Cine Festival e a Mostra Banco Nacional de Cinema, que também premiava atuações femininas. No entanto, a categoria foi apresentada pela primeira vez no evento somente em sua décima primeira edição, em 2009.
O prêmio de melhor interpretação de um ator coadjuvante é dedicado a melhor atuação masculina dos filmes em competição pelo Troféu Redentor, sendo entregue desde a décima primeira edição, quando o ator Gero Camilo recebeu o galardão por seu papel em Hotel Atlântico. Em 2013, Júlio Andrade e Silvio Guindane receberam menções honrosas do júri oficial por suas atuações como melhor ator coadjuvantes por suas atuações nos filmes Entre Nós) e Jogo das Decapitações, respectivamente.
Diego Francisco é o atual detentor do prêmio por sua atuação no filme Kasa Branca.

## Vencedores
| Ano (edição)      | Vencedora(s)                                      | Papel                                             | Filme                                             | Ref.                                              |
| ----------------- | ------------------------------------------------- | ------------------------------------------------- | ------------------------------------------------- | ------------------------------------------------- |
| 2009 (11ª edição) | Gero Camilo                                       | Sacristão                                         | Hotel Atlântico                                   | [ 4 ]                                             |
| 2010 (12ª edição) | Jorge D'elia                                      | Patrão                                            | VIPs                                              | [ 7 ]                                             |
| 2011 (13ª edição) | José Wilker                                       | Joãozinho Bem Bem                                 | A Hora e a Vez de Augusto Matraga                 | [ 8 ]                                             |
| 2012 (14ª edição) | Caco Ciocler                                      | Inspetor Freire                                   | Disparos                                          | [ 9 ]                                             |
| 2013 (15ª edição) | Rodrigo García                                    | Paulete                                           | Tatuagem                                          | [ 5 ]                                             |
| 2014 (16ª edição) | Rômulo Braga                                      | Cangulo                                           | Sangue Azul                                       | [ 10 ]                                            |
| 2015 (17ª edição) | Caio Horowicz                                     | JM                                                | Califórnia                                        | [ 11 ]                                            |
| 2016 (18ª edição) | Stepan Nercessian                                 | Samuel                                            | Sob Pressão                                       | [ 12 ]                                            |
| 2017 (19ª edição) | Marco Ricca                                       | Davi                                              | Aos Teus Olhos                                    | [ 13 ]                                            |
| 2018 (20ª edição) | Bruno Fernandes                                   | Leo                                               | Tinta Bruta                                       | [ 14 ]                                            |
| 2019 (21ª edição) | Augusto Madeira                                   | Múcio                                             | Acqua Movie                                       | [ 15 ]                                            |
| 2020 (22ª edição) | Prêmio não entregue devido à pandemia de COVID-19 | Prêmio não entregue devido à pandemia de COVID-19 | Prêmio não entregue devido à pandemia de COVID-19 | Prêmio não entregue devido à pandemia de COVID-19 |
| 2021 (23ª edição) | Sérgio Laurentino                                 | Chef                                              | A Viagem de Pedro                                 | [ 16 ]                                            |
| 2022 (24ª edição) | Timothy Wilson                                    | Ezequiel                                          | Fogaréu                                           | [ 17 ]                                            |
| 2023 (25ª edição) | Carlos Francisco                                  | Geraldo                                           | Estranho Caminho                                  | [ 18 ]                                            |
| 2024 (26ª edição) | Diego Francisco                                   | Adrianim                                          | Kasa Branca                                       | [ 6 ]                                             |